# Famille de Baptistina
La famille de Baptistina, regroupant environ 2 500 membres connus, est une famille d'astéroïdes, proche de la famille de Flore.
Selon une étude, publiée dans la revue Nature de William Bottke et David Vokrouhlický du Southwest Research Institute de Boulder (États-Unis) et de David Nesvorný de l'Institut d'Astronomie de Prague (Rép. Tchèque) une collision d'astéroïdes serait responsable de la disparition des dinosaures, une collision cosmique, entre deux énormes astéroïdes, dont le plus volumineux est estimé à 170 km de diamètre, survenue il y a environ 160 millions d'années quelque part dans la zone de l'espace située entre les planètes Mars et Jupiter, a donné naissance à une multitude de petits fragments rocheux, mais assez massifs pour se réagréger, puis former une famille d'astéroïdes appelée famille de Baptistina.
Cependant, selon Patrick Michel, de l'Observatoire de la Côte d'Azur/CNRS de Nice, le modèle utilisé pour simuler la destruction s'applique difficilement à ce type d'astéroïde riche en carbone dont la porosité en absorbant mieux l'onde de choc permet de mieux résister à l'impact. 
Depuis ce choc initial, les fréquences d'impacts d'astéroïdes de plus d'un kilomètre de diamètre avec les diverses planètes du système solaire ont plus que doublé. Parmi les collisions remarquables[pertinence contestée] :
- Un astéroïde a frappé la Terre, il y a 65 millions d'années à la fin du Crétacé, creusant le fameux cratère de Chicxulub au large du Yucatan (Mexique), pouvant être à l'origine de l'anéantissement de plus de 70 % des espèces vivantes dont les dinosaures. Cette collision serait confirmée par la présence d'iridium — un élément abondant dans les météorites — sur la plupart des gisements datant de l'époque de formation du cratère de Chicxulub. Les profonds changements écologiques générés par l'impact (obscurité, incendies…) ont peut-être été la cause de la disparition des grands dinosaures et du début de l'ère des mammifères qui avaient su survivre.
- Un astéroïde a frappé la Lune, creusant le cratère Tycho de 85 km de diamètre il y a environ 107 millions d'années.
- D'autres astéroïdes ont frappé les planètes Mars et Vénus.

Une part des astéroïdes gravitant non loin de la Terre appartient à cette famille de géocroiseurs et dérive de la même collision initiale survenue voilà 160 millions d'années.